# TalonSoft
TalonSoft fue una empresa de Baltimore, Maryland, dedicada a la creación de videojuegos fundada en 1995 por Jim Rose y John Davidson. La compañía se especializó en juegos de guerra; muchos de sus títulos tuvieron gran éxito entre los aficionados a los juegos de guerra para ordenador.
TalonSoft fue adquirida por Take-Two Interactive a principios del 2000, y siguió operando como una sucursal of Take-Two hasta que cerró en 2005. En octubre de 2005 Matrix Games adquirió los derechos de publicación de la mayoría del catálogo de TalonSoft, incluyendo las series Battleground, Campaign, y Operational Art of War.

## Videojuegos publicados o desarrollados por TalonSoft
- Battleground series
  - Battleground: Bulge-Ardennes (1995)
  - Battleground 2: Gettysburg (1995)
  - Battleground 3: Waterloo (1996)
  - Battleground 4: Shiloh (1996)
  - Battleground 5: Antietam (1996)
  - Battleground 6: Napoleon in Russia (1997)
  - Battleground 7: Bull Run (1997)
  - Battleground 8: Prelude to Waterloo (1997)
  - Battleground 9: Chickamauga (1999)
  - Battleground 10: Middle East (1997)
  - Battleground 11: East Front (1997)
- Age of Sail series
  - Age of Sail (1996)
  - Age of Sail II (2001)
- Campaign series
  - West Front (1998)
  - East Front II (1999)
  - Rising Sun (2000)
  - Divided Ground: Middle East Conflict (2001)
- The Operational Art of War series
  - The Operational Art of War Volume I (1998)
  - The Operational Art of War II (1999)
- Tribal Rage (1998)
- 12 O’Clock High: Bombing the Reich (1999)
- Battle of Britain (1999)
- Hidden & Dangerous (1999)
- Jagged Alliance 2 (1999)
- Hidden & Dangerous: Devil's Bridge (2000)
- Jetfighter IV (2000)
- Martian Gothic: Unification (2000)
- Codename Eagle (2000)
- Dogs of War (2000)
- Metal Fatigue (2000)
- Spec Ops: Ranger Elite (2000)
- Tzar: The Burden of the Crown (2000)
- Merchant Prince II (2001)
- StarLeader (2001)
- outlive (2001)?
- Gettysburg: The American Civil War (2006)
- John Tiller's Campaign Series (2007)
- Age of Ironclads (1997)